# 小行星1821
小行星1821（1821 Aconcagua）是一颗绕太阳运转的小行星，为主小行星带小行星。该小行星于1950年6月24日发现。
該小行星以南美洲的阿空加瓜山命名。

## 轨道参数
小行星1821的轨道半长轴为2.3780277 UA，离心率为0.2021856。